# JetDirect
JetDirect — инфраструктура компании Hewlett-Packard для сетевой печати: принтеры, платы-серверы, сетевой протокол. Соединение обычно осуществляется по TCP-порту 9100.
На технологии JetDirect основано множество моделей устройств, начиная от внешних принт-серверов с одним или тремя параллельными портами (300x и 500x соответственно), и заканчивая внутренними принт-серверами EIO, используемыми с принтерами производства HP. К серии JetDirect также относятся беспроводные принт-серверы (модели с Bluetooth, 802.11b и 802.11g), и карты, поддерживающие Гигабит Ethernet и IPv6.
Один из протоколов JetDirect, известный также как Raw TCP/IP printing или RAW, широко используется и в продуктах других компаний — это простой и надёжный протокол для печати дома или в небольшом офисе, где физическая возможность войти в сеть и включить принтер — достаточная мера безопасности. Поддерживается «из коробки» всеми современными настольными ОС, большим количеством принтеров, маршрутизаторов и микросерверов других производителей. Когда в серии маршрутизаторов ZyXEL Keenetic сменили программную платформу и отказались от JetDirect в пользу Windows SMB, началось недовольство народа, в конце концов JetDirect вернули.
Недостатками RAW можно назвать отсутствие аутентификации, требование постоянного IP-адреса для принтера и отсутствие технологий передачи принтерного драйвера.

## История
Технология JetDirect была впервые представлена летом 1991 года, первым её представителем была интерфейсная карта XIO (Extended Input/Output), поддерживающая стандарт Ethernet и разнообразные сетевые протоколы. Использовались разъёмы AUI/BNC. Первоначально для каждого протокола (TCP/IP, IPX/SPX, AppleTalk, или DLC/LLC) требовалась своя карта. В октябре того же года была выпущена линейка карт с интерфейсом MIO (Modular Input/Output).
В ходе последующего развития добавлялись новые типы разъёмов. В 1992 году была представлена карта с коннекторами RJ45 и BNC, а в 1993 первое внешнее устройство с параллельным портом. Это позволило подключать карты JetDirect практически к любому принтеру, делая его сетевым. В 1995 году появилась модель Ex plus 3 с тремя параллельными портами и одним сетевым интерфейсом, так что три принтера могли использовать один сетевой адрес.
В 1997 году был введён новый формат нумерации как для внутренних, так и для внешних устройств JetDirect. Внутренние устройства теперь относились к серии 6xx, первым из них была карта 600n с поддержкой нескольких протоколов (TCP/IP, IPX/SPX, DLC/LLC и AppleTalk через Token Ring). Внешние устройства, (принт-серверы), также поддерживающие несколько протоколов, стали относиться к серии 1760x. Версия 600n для сети Ethernet появилась в 1998 году. Наконец, в 1999 году, был представлен автоматический коммутатор JetDirect.
1998 год также ознаменовался выпуском принт-сервера 170x, предназначенного для небольших компаний, которым было достаточно поддержки только TCP/IP или IPX/SPX. Это начинание было продолжено в 2000 году с выходом домашнего принт-сервера JetDirect 70x.

### Серия 615n
В 2002 году HP представила серию внутренних принт-серверов 615n с EIO. В ней использовался новый изготовленный в Сингапуре чипсет, имевший повышенную чувствительность к перегреву или к перегрузке данными. Эта проблема (известная как проблема ASIC) приводила к тому, что карта 615n могла отказать без предупреждения, становясь невидимой для принтера. После этого ничего нельзя было сделать для возвращения карты в рабочее состояние.
Вскоре HP начала замену всех дефектных единиц оборудования на J7934A 620n EIO [1], которая продолжалась до 31 октября 2008 года, когда все карты 615n уже имели возраст не менее четырёх лет.
Наиболее склонны к отказам карты, установленные на принтеры LaserJet 2200, 2300, 4200 и Color 4600.

## Внешние принт-серверы
| Номер модели | Порты принтера                         | Сетевые разъёмы                                       | Сетевые протоколы | Программа     | Комментарии |  |
| ------------ | -------------------------------------- | ----------------------------------------------------- | --- | ------------- | --- |  |
| 170x         | Один параллельный (IEEE 1284.4)        | Один RJ45 10Base-T Ethernet                           | TCP/IP, IPX/SPX, и DLC/LLC | Необновляемая | Finland ICE |  |
| 175x         | Один USB 1.0                           | Один RJ45 10/100Base-TX Ethernet                      | TCP/IP, AppleTalk, LPD (только для Windows и MacOS) | Необновляемая | |  |
| 300x         | Один параллельный (IEEE 1284.4)        | Один RJ45 10/100Base-TX Ethernet                      | TCP/IP, IPX/SPX, AppleTalk, и DLC/LLC | 2 MB          | Две модели: стандартная RJ45, и OfficeConnect, совместимая с сетевыми устройствами 3Com OfficeConnect (выпуск OfficeConnect прекращен) |  |
| 310x         | Один USB 1.0                           | Один RJ45 10/100Base-TX Ethernet                      | TCP/IP, IPX/SPX, AppleTalk, и DLC/LLC | 2 MB          | Выпуск прекращён, замещена en3700 |  |
| en3700       | Один USB 2.0                           | Один RJ45 10/100Base-TX Ethernet                      | TCP/IP, IPX/SPX, AppleTalk, и DLC/LLC | 4 MB          | |  |
| 500x         | Три параллельных Parallel (IEEE 1284.4 | Один RJ45 10/100Base-TX Ethernet, один BNC (10Base-2) | TCP/IP, IPX/SPX, AppleTalk, и DLC/LLC | 2 MB          | Выпуск прекращён, замещена 510x |  |
| 510x         | Три параллельных (IEEE 1284.4          | Один RJ45 10/100Base-TX Ethernet                      | TCP/IP, IPX/SPX, AppleTalk, и DLC/LLC | 2 MB          | |  |
| wp110        | Один параллельный (IEEE 1284.4)        | Один RJ45 10/100Base-TX Ethernet, Wireless 802.11b    | TCP/IP, AppleTalk, IP Direct mode, telnet, SLP, IGMP, BOOTP/DHCP, WINS, SNMP, HTTP, Auto-IP, и Apple Rendezvous                                                                                    | 2 MB          | Выпуск прекращён |  |
| 380x         | Один USB 1.0                           | Wireless 802.11b                                      | TCP/IP (IP Direct Mode, LPD, FTP, IPP, IPX/SPX, DLC/LLC, и AppleTalk. Также NDS, NetWare Bindery, NCP, telnet, SLP, IGMP, BOOTP/DHCP, WINS, SNMP v1 и v2c, и HTTP                                  | 4 MB          | Выпуск прекращён, замещена ew2400 |  |
| ew2400       | Один USB 2.0                           | Один RJ45 10/100Base-TX Ethernet, Wireless 802.11b/g  | TCP/IP, IPX/SPX Direct mode, AppleTalk, IP Direct mode, LPD printing, telnet, SLP, IGMP, BOOTP/DHCP, WINS, SNMP, HTTP, Auto-IP, и Apple Rendezvous                                                 | 4 MB          | |  |
| 2800w NFC    | Один USB 2.0                           | Wireless 802.11b/g, NFC                               | TCP/IP v4/v6: Совместимость с Apple Bonjour, SNMPv1/v2c/v3, HTTP, HTTPS, FTP, Port 9100, LPD, IPP, Secure-IPP, WS Discovery, WS Print; IPv6: MLDv1, ICMPv6; IPv4: SLP, Telnet, IGMPv2; Сервер DHCP |               | |  |

## Внутренние принт-серверы

### MIO
MIO (Modular Input/Output) была первой разработанной HP для своих лазерных принтеров технологией, позволившей добавление интерфейсных карт типа JetDirect.
- J2550 Ethernet
- J2552 Ethernet/LocalTalk
- J2556 Ethernet/Fast Ethernet
- J4100A Ethernet/Fast Ethernet
- J4105A Token Ring
- J4106A Ethernet
- 400n Ethernet

### LIO
Интерфейс LIO разработан HP как альтернатива исключительно внутренним технологиям MIO и EIO. Этот интерфейс отличается от MIO/EIO тем, что карта заключена во внешний пластиковый корпус и для неё допускается «горячее подключение».
- 200m 10/100 Base-T
- 250m 10/100 Base-T
- 280m 802.11b Wireless

### EIO
EIO (Enhanced Input/Output) — модульный интерфейс, разработанный HP для расширения возможностей своих принтеров. EIO обслуживает не только карты JetDirect, но и также жесткие диски EIO и карты EIO подключений, позволяющие добавлять дополнительные порты к принтерам. EIO использует сигнальное напряжение 3.3V шины PCI и отличается намного более низким потреблением энергии по сравнению с технологией MIO. Принт-серверы EIO не будут работать со слотами LIO, равно как и принт-серверы LIO не станут работать со слотами EIO.
- 600n 10Base-T/10Base-2 EIO Card (J3110A, J3111A, J3112A, J3113A) (Выпуск прекращен)
- 610n для Token Ring/802.5, DB9, RJ45 (J4169A, J4167A) (Выпуск прекращен)
- 615n 10/100TX (J6057A) (Выпуск прекращен)
- 620n Ethernet/Fast Ethernet (10/100Base-TX, 802.3) (J7934A, J7934G)
- 625n Ethernet/Fast Ethernet/Gigabit (10/100/1000Base-TX, 802.3) (J7960A, J7960G)
- 635n Ethernet/Fast Ethernet/Gigabit (10/100/1000Base-TX, 802.3) IPv6/IPsec (J7961A, J7961G)
- 680n 802.11b Wireless (Выпуск прекращен)
- 690n 802.11b/g Wireless + Ethernet/Fast Ethernet (10/100Base-TX; 802.3/802.3u) IPv6/IPsec (J8007G)

## Другие продукты JetDirect

### bt1300
BT1300 — адаптер Bluetooth для сетевых принтеров с LPT- или USB-интерфейсом. (Выпуск прекращён)
- 2MВ флеш-памяти для обновления программного обеспечения